# Бординских, София Вадимовна
София Вадимовна Бординских (род. 7 сентября 2003, Жёлтые Воды, Днепропетровская область) — украинская самбистка, дзюдоистка и сумоистка, мастер спорта Украины в этих видах спорта.

## Биография
Родилась в семье Вадима Анатольевича и Галины Григорьевны Бординских. Имеет братьев, которые занимаются борьбой. Сама занимается этим видом спорта с 4-летнего возраста. На чемпионатах по самбо среди юниоров заняла в 2019 году 1-е место, в 2020 — 3-е место, в 2021 — 1-е место. В 2024 году окончила факультет физического воспитания и спорта Приднепровской государственной академии физической культуры и спорта. Чемпионка Украины по дзюдо среди кадетов 2018 года.

## Неолимпийские виды спорта
Участвует в соревнованиях по пляжной борьбе, мастер спорта международного класса.
- Чемпионат Украины по самбо 2021 — ;
- Чемпионат мира по самбо 2024 —